# Tôn giáo ở Mỹ Latinh

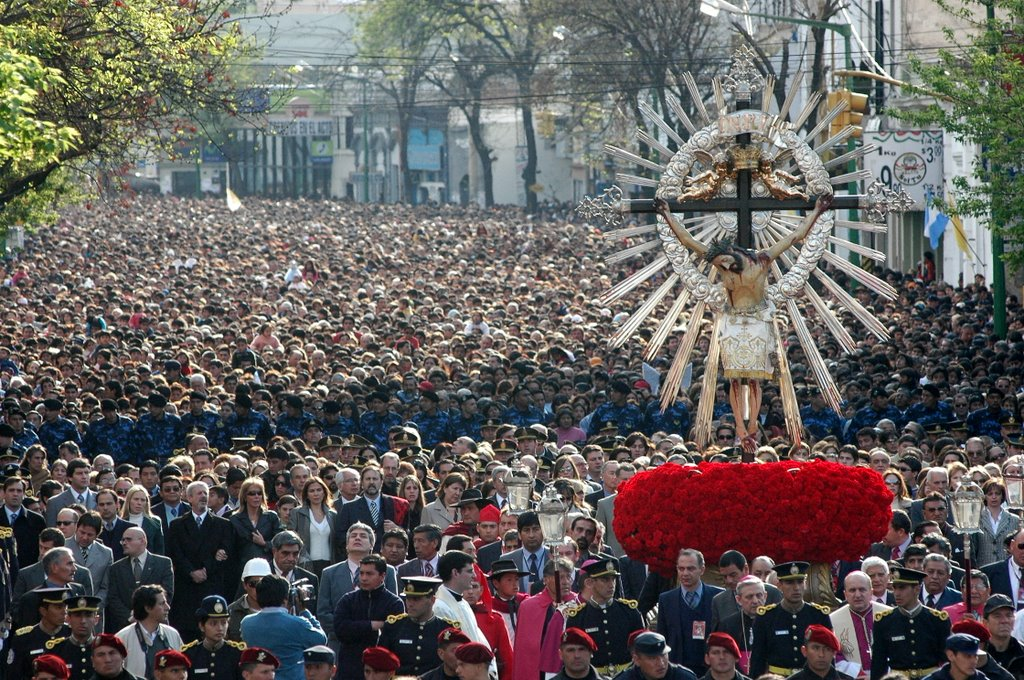
Đám đông rước tượng Chúa ở Argentina

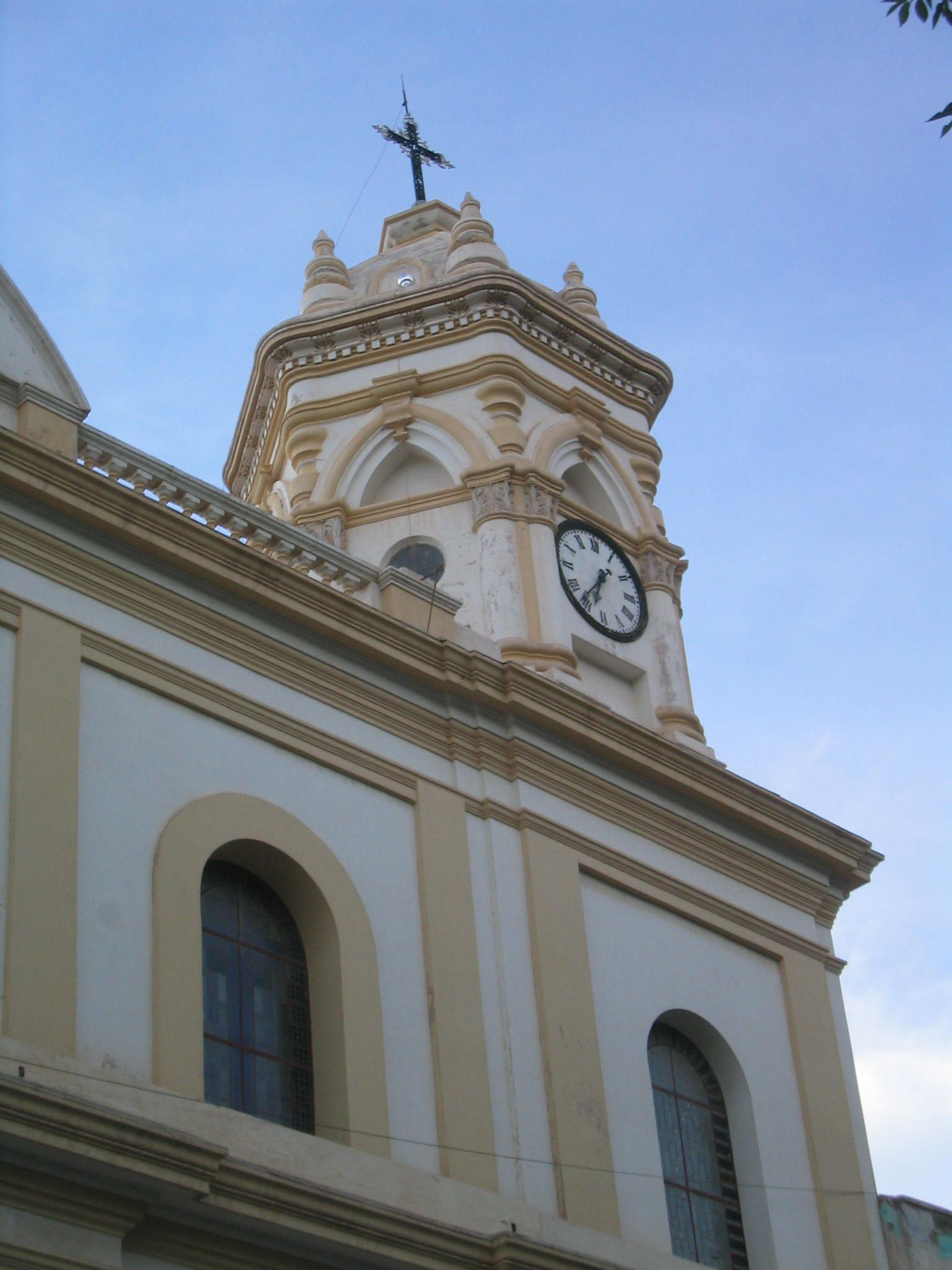
Một nhà thờ Cơ Đốc ở mỏ bạc Potosí - Bolivia

Tôn giáo ở Mỹ Latinh (Religion in Latin America) được đặc trưng với ưu thế áp đảo của Giáo hội Công giáo trong suốt lịch sử và số lượng tín hữu cũng như ảnh hưởng ngày càng tăng của một số lượng lớn các nhóm tôn giáo thuộc Tin Lành, cũng như sự hiện diện của nhóm dân Phi tôn giáo. Theo số liệu khảo sát từ Statista năm 2020 thì 57% dân số Mỹ Latinh theo đạo Công giáo và 19% theo đạo Tin lành. Tín ngưỡng bản địa và các nghi lễ truyền thống vẫn được thực hành ở các quốc gia có tỷ lệ lớn người Mỹ bản địa (người da đỏ), chẳng hạn như Bolivia, Guatemala, Mexico và Peru. Các truyền thống nghi lễ khác nhau của người Mỹ Latinh gốc Phi như Santería, Candomblé, Umbanda, Macumba và Haiti Vodou cũng được thực hành, chủ yếu ở Cuba, Brazil và Haiti. Đất nước Argentina có cộng đồng người Do Thái theo Do Thái giáo lớn nhất (khoảng 180.000-300.000 tín hữu) và cộng đồng Hồi giáo (khoảng 500.000-600.000 tín hữu). Ở Mỹ Latinh thì Brazil là quốc gia có nhiều học viên theo Thuyết thông linh của Allan Kardec. Những người theo Do Thái giáo, Mặc Môn giáo, Nhân chứng Giê-hô-va, Phật giáo, Hồi giáo, Ấn Độ giáo ở Nam Mỹ, Tín ngưỡng Bahá'í và Thần đạo cũng có mặt ở Châu Mỹ Latinh.

## Công giáo
Phần lớn người Mỹ Latinh là Kitô hữu (90%), chủ yếu là Giáo hội Công giáo La Mã
Vương cung thánh đường Quốc gia Đức Mẹ Aparecida ở Brazil là lớn thứ hai trên thế giới, chỉ sau Nhà thờ Thánh Phêrô ở Thành phố Vatican. Số tín nhân là thành viên trong các giáo phái Tin lành đang gia tăng, đặc biệt là ở Brazil, Honduras, Guatemala, Nicaragua, El Salvador và Puerto Rico, Đặc biệt, Phong trào Ngũ tuần (Pentecostalism) đã có sự phát triển vượt bậc. Phong trào này ngày càng thu hút tầng lớp trung lưu ở Mỹ Latinh. Theo cuộc khảo sát chi tiết tại nhiều quốc gia của Trung tâm nghiên cứu Pew vào năm 2014, có đến 69% dân số Mỹ Latinh là người Công giáo và 19% là người theo đạo Tin lành, tỷ lệ này tăng lên 22% ở Brazil và hơn 40% ở phần lớn Trung Mỹ. Hơn một nửa trong số này là những người cải đạo. Theo khảo sát của Pew năm 2014, tổng số 46 quốc gia và vùng lãnh thổ của Châu Mỹ Latinh và Caribe bao gồm về mặt tuyệt đối với dân số Cơ đốc giáo lớn thứ hai thế giới (với tỷ lệ 24%; bao gồm Hoa Kỳ, Anh, Hà Lan và lãnh thổ thuộc Pháp), sau 50 quốc gia và vùng lãnh thổ của Châu Âu (26%, bao gồm Nga, ngoại trừ Thổ Nhĩ Kỳ), nhưng ngay trước 51 quốc gia và vùng lãnh thổ của Châu Phi cận Sahara (24%, bao gồm Mauritania, ngoại trừ Sudan)

## Thông kê
| Quốc gia           | Cơ Đốc giáo (%) | Công giáo (%) | Tin Lành (%) | Khác (%) | Không rõ (%) |
| ------------------ | --------------- | ------------- | ------------ | -------- | ------------ |
| Argentina          | 85,5            | 74,7          | 10,8         | 3,5      | 11,0         |
| Belize             | 74,0            | 40,5          | 33,5         | 10,4     | 15,6         |
| Bolivia            | 94,4            | 76,0          | 18,4         | 2,5      | 3,1          |
| Brazil             | 88,7            | 64,6          | 24,1         | 4,3      | 8,0          |
| Chile              | 82,1            | 66,2          | 15,9         | 2,5      | 15,4         |
| Colombia           | 92,7            | 77,7          | 15,0         | 2,3      | 5,0          |
| Costa Rica         | 89,9            | 70,7          | 19,2         | 4,0      | 6,1          |
| Cuba               | 50,1            | 45,8          | 4,3          | 7,2      | 42,7         |
| Ecuador            | 93,1            | 80,9          | 12,2         | 2,3      | 4,6          |
| El Salvador        | 81,8            | 51,7          | 30,1         | 2,2      | 16,0         |
| Guatemala          | 86,8            | 47,1          | 39,7         | 1,7      | 11,5         |
| Haiti              | 84,3            | 68,8          | 15,5         | 9,8      | 5,9          |
| Honduras           | 88,8            | 49,8          | 39,0         | 3,2      | 8,0          |
| Mexico             | 92,0            | 82,9          | 9,1          | 3,4      | 4,6          |
| Nicaragua          | 83,5            | 54,4          | 29,1         | 3,8      | 12,7         |
| Panama             | 92,7            | 76,0          | 16,7         | 3,3      | 4,0          |
| Paraguay           | 96,1            | 88,2          | 7,9          | 2,3      | 1,6          |
| Peru               | 93,6            | 80,6          | 13,0         | 3,0      | 3,4          |
| Puerto Rico        | 92,2            | 61,5          | 30,7         | 1,4      | 6,4          |
| Dominican Republic | 90,2            | 68,9          | 21,3         | 4,0      | 5,8          |
| Uruguay            | 52,4            | 42,8          | 9,6          | 4,6      | 43,0         |
| Venezuela          | 91,4            | 75,8          | 15,6         | 3,3      | 5,3          |

| Quốc gia          | Công giáo (%) | Tin Lành (%) | Không rõ (%) | Khác (%) |
| ----------------- | ------------- | ------------ | ------------ | -------- |
| Paraguay          | 89            | 7            | 1            | 2        |
| Mexico            | 81            | 9            | 7            | 4        |
| Colombia          | 79            | 13           | 6            | 2        |
| Ecuador           | 79            | 13           | 5            | 3        |
| Bolivia           | 77            | 16           | 4            | 3        |
| Peru              | 76            | 17           | 4            | 3        |
| Venezuela         | 73            | 17           | 7            | 4        |
| Argentina         | 71            | 15           | 12           | 3        |
| Panama            | 70            | 19           | 7            | 4        |
| Chile             | 64            | 17           | 16           | 3        |
| Costa Rica        | 62            | 25           | 9            | 4        |
| Brazil            | 61            | 26           | 8            | 5        |
| Cộng hòa Dominica | 57            | 23           | 18           | 2        |
| Puerto Rico       | 56            | 33           | 8            | 2        |
| El Salvador       | 50            | 36           | 12           | 3        |
| Guatemala         | 50            | 41           | 6            | 3        |
| Nicaragua         | 50            | 40           | 7            | 4        |
| Honduras          | 46            | 41           | 10           | 2        |
| Uruguay           | 42            | 15           | 37           | 6        |
| Mỹ Latinh         | 69            | 19           | 8            | 4        |

| Quốc gia           | Tổng dân số | Cơ Đốc giáo % | Số Cơ Đốc nhân | Không rõ % | Số dân không rõ | Khác % | Số dân ngoại đạo | Source |
| ------------------ | ----------- | ------------- | -------------- | ---------- | --------------- | ------ | ---------------- | ------ |
| Argentina          | 44,830,000  | 85.4%         | 38,420,000     | 12.1%      | 5,320,000       | 2.5%   | 1,090,000        | [ 21 ] |
| Bolivia            | 11,830,000  | 94%           | 11,120,000     | 4.1%       | 480,000         | 1.9%   | 230,000          | [ 22 ] |
| Brazil             | 210,450,000 | 88.1%         | 185,430,000    | 8.4%       | 17,620,000      | 3.5%   | 7,400,000        | [ 23 ] |
| Chile              | 18,540,000  | 88.3%         | 16,380,000     | 9.7%       | 1,800,000       | 2%     | 360,000          | [ 24 ] |
| Colombia           | 52,160,000  | 92.3%         | 48,150,000     | 6.7%       | 3,510,000       | 1%     | 500,000          | [ 25 ] |
| Costa Rica         | 5,270,000   | 90.8%         | 4,780,000      | 8%         | 420,000         | 1.2%   | 70,000           | [ 26 ] |
| Cuba               | 11,230,000  | 58.9%         | 6,610,000      | 23.2%      | 2,600,000       | 17.9%  | 2,020,000        | [ 27 ] |
| Ecuador            | 16,480,000  | 94%           | 15,490,000     | 5.6%       | 920,000         | 0.4%   | 70,000           | [ 28 ] |
| El Salvador        | 6,670,000   | 88%           | 5,870,000      | 11.2%      | 740,000         | 0.8%   | 60,000           | [ 29 ] |
| Guatemala          | 18,210,000  | 95.3%         | 17,360,000     | 3.9%       | 720,000         | 0.8%   | 130,000          | [ 30 ] |
| Guyana             | 850,000     | 67.9%         | 580,000        | 2%         | 20,000          | 30.1%  | 250,000          | [ 31 ] |
| Haiti              | 11,550,000  | 87%           | 10,040,000     | 10.7%      | 1,230,000       | 2.3%   | 280,000          | [ 32 ] |
| Honduras           | 9,090,000   | 87.5%         | 7,950,000      | 10.5%      | 950,000         | 2%     | 190,000          | [ 33 ] |
| Mexico             | 126,010,000 | 94.1%         | 118,570,000    | 5.7%       | 7,240,000       | 0.2%   | 200,000          | [ 34 ] |
| Nicaragua          | 6,690,000   | 85.3%         | 5,710,000      | 13%        | 870,000         | 1.7%   | 110,000          | [ 35 ] |
| Panama             | 4,020,000   | 92.7%         | 3,720,000      | 5%         | 200,000         | 2.3%   | 100,000          | [ 36 ] |
| Paraguay           | 7,630,000   | 96.9%         | 7,390,000      | 1.1%       | 90,000          | 2%     | 150,000          | [ 37 ] |
| Peru               | 32,920,000  | 95.4%         | 31,420,000     | 3.1%       | 1,010,000       | 1.5%   | 490,000          | [ 38 ] |
| Dominican Republic | 11,280,000  | 88%           | 9,930,000      | 10.9%      | 1,230,000       | 1.1%   | 120,000          | [ 39 ] |
| Suriname           | 580,000     | 52.3%         | 300,000        | 6.2%       | 40,000          | 41.5%  | 240,000          | [ 40 ] |
| Uruguay            | 3,490,000   | 57%           | 1,990,000      | 41.5%      | 1,450,000       | 1.5%   | 50,000           | [ 41 ] |
| Venezuela          | 33,010,000  | 89.5%         | 29,540,000     | 9.7%       | 3,220,000       | 0.8%   | 250,000          | [ 42 ] |
| Mỹ Latin           | 653,390,000 | 89.7%         | 585,850,000    | 8%         | 52,430,000      | 2.3%   | 15,110,000       | [ 43 ] |